# Thwaitesia simoni
Thwaitesia simoni är en spindelart som först beskrevs av Eugen von Keyserling 1884.  Thwaitesia simoni ingår i släktet Thwaitesia och familjen klotspindlar. Inga underarter finns listade i Catalogue of Life.